# Rollover (film)
Rollover is een Amerikaanse dramafilm uit 1981 onder regie van Alan J. Pakula.

## Verhaal
De actrice Lee Winters is de weduwe van een belangrijke bedrijfsleider. Haar man werd vermoord, nadat hij een geheime rekening had ontdekt. Terwijl ze de leiding over het bedrijf overneemt, gaat Lee samen met de bankier Hubbell Smith op zoek naar de daders. Ze komen erachter dat de rekening door Arabieren wordt gebruikt voor dubieuze transacties. Al snel blijkt dat ook het leven van Lee in gevaar is.

## Rolverdeling
| Acteur             | Personage                      |
| ------------------ | ------------------------------ |
| Jane Fonda         | Lee Winters                    |
| Kris Kristofferson | Hubbell Smith                  |
| Hume Cronyn        | Maxwell Emery                  |
| Josef Sommer       | Roy Lefcourt                   |
| Bob Gunton         | Sal Naftari                    |
| Macon McCalman     | Jerry Fewster                  |
| Ron Frazier        | Gil Hovey                      |
| Jodi Long          | Betsy Okamoto                  |
| Crocker Nevin      | Warner Ackerman                |
| Marvin Chatinover  | Henry Lipscomb                 |
| Ira Wheeler        | Mijnheer Whitelaw              |
| Paul Hecht         | Khalid                         |
| Norman Snow        | Hishan                         |
| Nelly Hoyos        | Meid van Lee Winter            |
| Sally Sockwell     | Mevrouw Fewster                |
| Martha Plimpton    | Dochter van Fewster            |
| Gaby Glatzer       | Dochter van Fewter             |
| Howard Erskine     | Dodds                          |
| Michael Fiorello   | Chauffeur                      |
| Marilyn Berger     | Nieuwslezeres                  |
| Alex Wipf          | Geheimzinnige man              |
| Ahmed Yacoubi      | Arabische vader                |
| Charlie Laiken     | Faculteitslid                  |
| Stanley Simmonds   | Nachtwaker                     |
| E. Brian Dean      | Nachtwaker                     |
| James Sutton       | Vicepresident                  |
| Joel Stedman       | Assistent van de vicepresident |
| Garrison Lane      | Charlie Winters                |
| Nina Reeves        | Secretaresse                   |
| Michael Prince     | Charlie Winter                 |
| Carolyn Larson     | Secretaresse van Hub           |
| Ron Vaad           | Vervanger voor Kristofferson   |
| Rebecca Brooks     | Telegrafiste                   |
| Richard Barbour    | Beurshandelaar                 |
| Danny Redmon       | Beurshandelaar                 |
| Eric Bethancourt   | Beurshandelaar                 |
| Steve Ballard      | Beurshandelaar                 |
| Neela Eriksen      | Beurshandelaar                 |
| Lawrence Sellars   | Beurshandelaar                 |
| Ernie Garrett      | Beurshandelaar                 |
| Art Hansen         | Beurshandelaar                 |
| Ira Lewis          | Beurshandelaar                 |
| Sharon Casey       | Beurshandelaar                 |
| Bernie Rachelle    | Beurshandelaar                 |
| Keith Eager        | Gast van Emery                 |
| David Ellsworth    | Gast van Emery                 |
| Art Lambert        | Pianospeler                    |